# Districte de Mirzapur
El districte de Mirzapur és una divisió administrativa de l'estat d'Uttar Pradesh a la divisió de Mirzapur, amb capital a Mirzapur. Té una superfície de 4521 km² i una població de 2.074.709 habitants.
Administrativament està format per quatre tehsils, dotze blocs (blocks) de desenvolupament, tres nagar palikas, 758 Gaon Sabhas i 105 Nyaya Panchayats.
Els quatre tahsils són:
- Mirzapur Sadar
- Chunar
- Marihan
- Lalganj

I els dotze blocs:
- Mirzapur (ciutat)
- Kon
- Chhanbey
- Majhwan
- Pahari
- Sikhar
- Narayanpur
- Jamalpur
- Marihan
- Rajgarh
- Halia
- Lalganj

## Història
Els bhars foren els primers habitants coneguts i tenien una ciutat propera a la moderna Bindhachal. A l'est de Chunar el país fou dominat pels cherus; els soeris, avui extints, foren antigament poderosos; al sud els kols i kharwars governaven a la selva. El territori fou ocupat per un clan rajput al segle XII; la vall del Ganges va caure en mans dels musulmans uns anys després però molt poca cosa se sap del seu domini fins al segle xvi quan Chunar va esdevenir una important posició en les guerres entre Humayun i Sher Shah Suri. Després de la pujada al tron d'Akbar el fort de Mizarpur va estar en mans dels afganesos per un temps. L'emperador mogol va concedir el territori al nawab d'Oudh. El 1738 el governador dels sarkars de Benarés, Jaunpur, Ghazipur i Chunar va caure en desgràcia i fou substituït per Mansa Ram, que abans havia estat el seu ajudant. A Mansa Ram el va succeir el seu fill Balwant Singh, raja de Benarés, que ràpidament va estendre els seus territoris i va dominar tot el districte excepte la fortalesa de Chunar. A la seva mort el 1770 els britànics van obligar el nawab d'Oudh a reconèixer com a successor a Chet Singh, fill il·legítim de Balwant Singh.
El territori fou cedit a la Companyia Britànica de les Índies Orientals el 1775 pel nawab-wazir d'Oudh. Aleshores el que fou districte de Mirzapur estava inclòs dins el zamindari del raja de Benarés Chet Singh al que es va reconèixer la jurisdicció civil i criminal a canvi d'un tribut. El 1781 Chet Singh va refusar algunes peticions de Warren Hastings i quan els anglesos el van voler arrestar la ciutat de Benarés es va revoltar; Hasting que havia anat a la ciutat, va haver de fugir cap a Chunar on va reunir tropes que van derrotar a Chet Singh a Sikhar Patlta i Latifpur. Chet Singh es va refugiar a Bijaigarh, la seva fortalesa a les muntanyes Kaimur, d'eon va haver de fugir en acostar-se els britànics; els seus dominis foren confiats aleshores a Mahip 
Narayan, nebot de Balwant Singh, però el 1788, a causa del seu mal govern, els seus dominis privats, incloent-hi Korh i Chakia, foren separats de la resta i incloses al districte de Benarés que fou posat sota administració ordinaria. El 1794 Mahip Narayan Singh va entregar el control del territori al governador general de l'Índia per acord de 27 d'octubre de 1794 i fou inclòs al districte de Benarés (districte de Varanasi). El 1830 es va crear el districte de Mirzapur com entitat fiscal separada sota un col·lector amb les subdivisions o tappas de Chaurasi, Chhiyanve, Upraudh, Kon o Korh i Sakteshgarh, i les parganes de Kantit i les de Bhagwat Bhuili, Haveli, Chunaruriat, Sikhar, Agori, Barhar i Bijaigarh. Bhadohi, Kon i Majhwa foren restaurades al raja de Benarés quan aquest va protestar però més tard foren finalment incorporades administrativament al districte de Mirzapur; la ciutat de Mirzapur era la residència del maharajà de Benarés; modernament Agori, Barhar i Bijaigarh formen part del districte de Sonbhadra i Badholi del districte de Sant Ravidas Nagar. La pargana de Dudhi va quedar en mans del raja de Singrauli però a causa del mal govern en fou desposseït el 1847 i declarada possessió del govern.
El 1857 hi havia una guàrdia sikh a Mirzapur però després dels disturbis a Benarés l'1 de juny i a Jaunpur el 5 de juny, el coronel Pott va arribar amb una part de la 47 Infanteria Nativa i els sikhs enviats a Allahabad; a causa dels rumors d'un atac imminent els oficials britànics excepte Tucker es van retirar a Chunar el dia 8; el dia 10 Tucker va atacar i derrotar els rebels i el 13 va arribar un regiment de fusellers de Madras i va destruir Gaura, fortalesa dels rebels del riu. El cap dels thakurs de Bhadohi, Adwant Singh, es va revoltar però fou capturat i penjat. Els thakurs en venjança van atacar a Moore, segon superintendent de Benarés, a la factoria de Pali, i el 4 de juliol el van matar junt amb dos plantadors, quan intentaven escapar. El 26 de juny els fugitius de Banda i Fatehpur van arribar a Allahabad. L'1 d'agost els rebels de Dinapore van entrar al districte però foren rebutjats per tres companyies del 5 de fusellers, i van abandonar la regió. Kuar Singh, el zamindar rebel del districte de Shahabad, després de ser derrotat a Arrah, va fer una incursió el 8 de setembre a Mirzapur però fou rebutjat cap a Banda. El 16 de setembre el 50 d'Infanteria Nativa es va amotinar a Nagod, i els seus oficials i els sipais lleials van fugir a Mirzapur a través de Rewah. El gener de 1858 Tucker va dirigir una expedició contra Bijaigarh i va expulsar els rebels a l'altre costat del Son, restaurant l'orde que ja no fou alterat.
Aleshores fou part de les Províncies del Nord-oest i després (1901) de les Províncies Unides d'Agra i Oudh; era el districte més gran de la província. El Ganges dividia el territori en dues parts. L'altre riu important és el riu Son seguit del Rihand i el Kanhar. Alguns rius menors procedents de les muntanye Vindhya són el Karamnasa (i afluents), el Garai, el Chandraprabha i el Jirgo. Les muntanyes Kaimur eren el sistema més elevat i al nord hi havia el riu Belan. El llac principal era el Samdha Tal.
El districte estava dividit en 7 ciutats i 4.257 pobles. La població era:
- 1872: 1.015.826
- 1881: 1.136.796
- 1891: 1.161.508
- 1901: 1.082.430

Administrativament estava dividit en cinc tahsils: 
- Mirzapur
- Chunar
- Robertsganj
- Korh
- Chakia

Les ciutats principals eren la municipalitat de Mirzapur, capital del districte, que inclou Bindhachal, i l'àrea notificada de Chunar. El tahsil de Mirzapur estava format per les tappas d'Upraudh, Chaurasi, Chhiyanve, 
i Kon de la pargana Kantit, i la taluka Majhwa de la pargana Kaswar, amb una superfície de 3.069 km² i una població de 332.340 el 1901, amb 964 pobles i dues ciutats, incloent-hi Mirzapur (79.862 habitants el 1901).
La població era hindú (93%) i musulmana (7%). La llengua principal era el bihari (63%) i l'hindi oriental (36%). Les castes eren bramans, chamars, ahirs, kurmis, rajputs, kewats i koiris, i les tribus kols, majhwars, kharwars, bayars i cherus; els musulmans eren principalment julahes, shaykhs, behnes i paixtus. El 71% es dedicava a l'agricultura.
Fins a l'1 d'abril de 1989 fou el districte més gran de l'Índia. És una zona d'operacions dels naxalites.

## Arqueologia
Hi ha algunes coves dedicades al culte a les muntanyes Kaimur, amb diversos dibuixos i pintures; també hi ha algunes imatges d'homes amb barba, suposats bhars, al nord. Les restes musulmanes són a Chunar i a tot el districte hi ha algunes fortaleses en ruïnes.